# Rita Daimer
Rita Daimer (ur. 22 listopada 1962) – niemiecka lekkoatletka specjalizująca się w biegach sprinterskich. W czasie swojej kariery reprezentowała Republikę Federalną Niemiec.
Największy sukces na arenie międzynarodowej odniosła w 1979 r. w Bydgoszczy, zdobywając srebrny medal mistrzostw Europy juniorek w biegu sztafetowym 4 x 400 metrów. W 1983 r. wystąpiła na rozegranych w Helsinkach mistrzostwach świata, zajmując wspólnie z niemieckimi sprinterkami VI miejsce w biegu sztafetowym 4 x 400 metrów.
Dwukrotnie zdobyła medale halowych mistrzostw RFN w biegu na 400 metrów: srebrny (1981) oraz brązowy (1983).

## Rekordy życiowe
- bieg na 100 metrów – 11,72 – Monachium 27/09/1981
- bieg na 200 metrów – 23,87 – Traun 22/08/1981
- bieg na 400 metrów – 52,64 – Koblencja 30/08/1981
- bieg na 400 metrów (hala) – 53,87 – Grenoble 21/02/1981[3]